# NST Live News it!
『NST Live News イット!』（エヌエスティーライブニュースイット!）は、2019年4月1日からNST新潟総合テレビで放送されているローカルニュース情報番組で、平日版は2020年3月27日で放送を終了し、週末版のみ継続（フジテレビ発の全国ニュース『Live News イット!』を内包）。

## 番組概要
キー局・フジテレビが『Live News it!』をスタートさせることに伴い、2018年4月2日から1年続いた『NST プライムニュース』の後継番組として放送開始。
『NST News タッチ』開始に伴い平日版は2020年3月27日で放送を終了し、週末版は『NST Live News イット!』で引き続き放送。

## 現在の放送時間
- 土曜・日曜：17:30 - 18:00

## 過去の放送時間
- 平日（月曜 - 金曜）：
NST Live News it!16:50 - 17:53
FNN・NST Live News it! 17:53 - 19:00
  - 2019年4月1日 - 2020年3月27日まで

## キャスター
平日版
- 杉本一機（報道部記者）
- 杉山萌奈（アナウンサー）
- 清水祥太（気象予報士）

週末版
- シフト勤務